# Flávio Nogueira Júnior
Flávio Rodrigues Nogueira Júnior, mais conhecido como Flávio Nogueira Júnior, (Teresina, 5 de agosto de 1981) é um médico e político brasileiro, atualmente deputado estadual pelo Piauí.

## Dados biográficos
Filho de Flávio Rodrigues Nogueira e Maria das Graças Cavalcante Nogueira. Médico formado na Universidade Estadual do Piauí com especialização em Radiologia e Diagnóstico por Imagem na Santa Casa de Misericórdia de Ribeirão Preto, cidade onde trabalhou no Hospital Beneficência Portuguesa, alternando-se com o Pronto Socorro Municipal de Serrana.
Sua estreia na política ocorreu como substituto de seu pai e nisso foi eleito deputado estadual via PDT em 2010, 2014 e 2018, afastando-se do mandato para assumir o cargo de secretário de Turismo no terceiro mandato do governador Wellington Dias, cargo para o qual retornou quando Dias conquistou seu quarto mandato à frente do Palácio de Karnak em 2018.